# ギマ属
ギマ属 (学名：Triacanthus)は、フグ目ギマ科に分類される魚類の属の一つ。2種が分類され、インド洋と西太平洋に分布する。

## 分類と名称
1786年にドイツの博物学者であるローレンツ・オーケンによって単型属として提唱され、そのタイプ種は Balistes biaculeatus であった。B. biaculeatus は、1786年にドイツの医師、博物学者であるマルクス・エリエゼル・ブロッホによって記載され、タイプ産地はインド洋とされた。1968年にJames C. Tylerによってベニカワムキ科とともにベニカワムキ亜目に分類された。『Fishes of the World』第5版ではフグ目に分類されている。属名は「tri- (3つの)」と「acanthus (棘)」を合わせたもので、長く丈夫な背鰭第一棘と腹鰭の2つの大きな棘を示している。タイプ種が元々分類されていたケショウモンガラ属には腹鰭の棘が無い。

## 下位分類
2種が分類されている。
- ギマ Triacanthus biaculeatus (Bloch, 1786) (Short-nosed tripodfish)
- Triacanthus nieuhofii Bleeker, 1852 (Silver tripodfish)

## 分布と生息地
インド洋から西太平洋にかけて、ペルシア湾とオマーン湾から、東はインドネシア、北は日本、南はオーストラリア北部まで分布する。通常水深60m以下の沿岸や河口の砂地や干潟に生息する。

## 形態
腹部には骨板があり、前部と後部の幅はほぼ同じで、先端に向かって細くならない。背鰭棘は6本で、第1棘は第2棘の3-4倍の長さである。背鰭軟条は21-26本、臀鰭軟条は17-23本である。鱗には低く切れ込んだ十字形の隆起がある。最大全長はギマが30cm、T. nieuhofii が28cmである。

## 人との関わり
市場では鮮魚として販売され、伝統的な漢方薬としても使われている。